# Ramellogammarus columbianus
Ramellogammarus columbianus är en kräftdjursart som beskrevs av Edward Lloyd Bousfield och Hiroshi Morino 1992. Ramellogammarus columbianus ingår i släktet Ramellogammarus och familjen Anisogammaridae. Inga underarter finns listade i Catalogue of Life.